# Soapy Smith
Jefferson Randolph Smith II, detto Soapy ("Saponetta") (Coweta County, 2 novembre 1860 – Skagway, 8 luglio 1898), è stato un truffatore statunitense.
È stato uno dei personaggi più influenti nella criminalità organizzata di Denver (Colorado), e Skagway (Alaska), dal 1879 al 1898. Smith, uno dei truffatori più famosi dell'epoca, fu ucciso a Juneau Wharf, presso Skagway, in una sparatoria diventata celebre nella mitologia del Far West.

## Biografia
Jefferson Smith proveniva da una famiglia di buona cultura e benestante. Suo nonno era stato proprietario di una piantagione, e suo padre praticava l'avvocatura. Alla fine della Guerra civile americana la famiglia si trovò in difficoltà economiche. Ormai rovinati, gli Smith si trasferirono nel 1876 a Round Rock, Texas, per cominciare una nuova vita.
In quel periodo due eventi influirono sul giovane Smith, spingendolo a lasciare la casa di famiglia: la morte della madre e l'assistere alla sparatoria in cui venne ucciso il fuorilegge Sam Bass. A Fort Worth Jefferson Smith cominciò a praticare la vita del piccolo truffatore: raccolse un gruppo di uomini, molto legati tra loro e ben disciplinati, che fungevano da complici o da ladri durante le sue performance. Divenne rapidamente un nome noto nella società criminale, guadagnandosi il soprannome di "re dei truffatori della frontiera".

## La carriera criminale
Per 22 anni Smith condusse in prima persona innumerevoli frodi e guidò con successo il suo gruppo di truffatori, che divenne noto come la "Soap Gang", o "Banda del sapone". Il gruppo comprendeva altri truffatori, che sarebbero poi diventati famosi, tra cui Texas Jack Vermillion e Ed "Big Ed" Burns. Spostandosi di città in città, il gruppo praticava soprattutto truffe dove la rapidità e la coordinazione erano fondamentali, senza bisogno di complessi schemi, preparazioni o numerosi complici. Tra i sistemi preferiti di Smith vi erano il gioco delle tre carte (sia nella variante con le carte che con i bicchieri) e i giochi d'azzardo truccati.

## La truffa della saponetta
Tra la fine degli anni Settanta e l'inizio degli anni Ottanta del XIX secolo, Smith sviluppò un sistema per truffare intere folle, basato su un semplice espediente chiamato dai giornali di Denver "The prize soap racket" ("la truffa della saponetta premio"). Smith cominciava predisponendo un tavolinetto in un punto trafficato o con molta folla, dopo di che vi disponeva delle normali saponette. Mentre ne decantava le lodi straordinarie, per attirare i passanti, estraeva dal portafogli banconote di vari tagli, da uno a cento dollari, e le avvolgeva su alcune saponette. Infine, avvolgeva tutte le saponette in fogli di carta anonimi.
Dopo questa preparazione, mischiava le saponette con i soldi insieme alle altre, e vendeva il sapone agli acquirenti ad un dollaro al pezzo. La truffa solitamente prevedeva che un complice nascosto tra il pubblico acquistasse una saponetta ed esultasse, dichiarando di avervi trovato dei soldi. Spesso Smith, a metà della vendita, dichiarava che il biglietto da cento dollari non era ancora stato preso, e procedeva a vendere le restanti saponette all'asta tra i migliori offerenti.
Il trucco di Smith stava nella sua rapidità di mano, grazie alla quale riusciva a nascondere le saponette col denaro e a sostituirle con altre normali senza che nessuno se ne accorgesse. Gli unici vincitori apparentemente erano i complici nascosti tra il pubblico. Smith venne soprannominato dunque "Soapy Smith", un soprannome che lo rese noto in tutti gli Stati Uniti, ma che non gli impedì di usare questo trucco per vent'anni, con estremo successo.
La vendita delle saponette, così come le altre truffe, servivano a finanziare le operazioni illecite che conduceva su diversi fronti, e gli permisero di detenere una fitta rete di politici, giudici e poliziotti al proprio servizio. Inizialmente Smith consolidò un vero e proprio impero criminale a Denver (tra il 1886 e il 1895), per poi affiancarvene un secondo a Creede, Colorado (1892), e un terzo a Skagway, Alaska (1898).

## Denver
Nel 1879 Smith si trasferì a Denver, dove poté stabilirsi grazie al potere e alla sicurezza garantitegli dalla sua numerosa banda e dal denaro ottenuto con le truffe, che gli permisero di arrivare a influenzare le autorità comunali.
Fino al 1887 venne coinvolto nella maggior parte delle attività criminali della città, e i giornali cittadini indagarono spesso sul suo potere, che gli permetteva di gestire indisturbato il mondo del gioco d'azzardo clandestino, di controllare i principali fuorilegge e di godere della protezione di politici e del capo della polizia grazie alla corruzione.

### Il Tivoli Club
Nel 1888 Smith aprì il saloon Tivoli Club, nell'angolo sud-est tra il Mercato e la 17a strada. Il saloon comprendeva una sala da gioco: tra le leggende che circolavano sul posto, si diceva che all'ingresso vi fosse la scritta caveat emptor, ossia "Stia attento il compratore!"
Anche il fratello minore di Smith si unì alla banda: Bascomb Smith gestiva un negozio di sigari apparentemente lecito, dietro il quale dei bari e truffatori praticavano il poker. Altre attività di Smith comprendevano lotterie truffaldine, scambi di azioni fasulle o di nessun valore, orologi finti e imitazioni di diamanti.

### L'influenza politica
L'influenza politica di Smith fu tale che alcuni dei poliziotti di pattuglia si rifiutavano di arrestare lui o membri della sua banda, o in caso di arresto organizzavano un rapido rilascio. Dopo le elezioni municipali del 1889 il nome di Smith emerse in un processo riguardante i legami di corruzione tra i politici e il mondo della criminalità. Furono dimostrate le tangenti scambiate tra Smith, il sindaco e il capo della polizia: la stampa si riferì ai tre come "la ditta Londoner, Farley e Smith".
Smith istituì un ufficio in un prestigioso quartiere a poca distanza dal Tivoli Club, dove trasferì la base di tutte le sue operazioni illecite: dietro la facciata di onesto uomo di affari, Smith usò l'ufficio per condurre diverse truffe di alto livello. La sua posizione eminente nel mondo della criminalità lo rese bersaglio di numerosi tentativi di assassinio, cui sopravvisse spesso uccidendo a sua volta l'assalitore: la sua fama si orientò sempre più sulla sua immagine di giocatore di azzardo e sul cattivo carattere. Per salvare l'immagine pubblica, Smith era solito donare grosse cifre a enti benefici e alle attività della chiesa.

## Creede, Colorado
Nel 1892 a Denver vennero intraprese delle operazioni di repressione del gioco di azzardo e di riforma delle attività dei locali pubblici: Smith vendette il Tivoli e si trasferì a Creede, una boomtown mineraria nata per sfruttare una grossa vena di argento. Smith si avvalse del lavoro di alcune delle sue prostitute di Denver per convincere i proprietari dei negozi cittadini a firmare dei contratti di cessione, e prese il controllo della maggior parte dei negozi del centro cittadino, affittandoli poi ai propri associati. Grazie agli alleati che ottenne in questo modo, si dichiarò capo della cittadina.
Il suo complice e parente William Sidney "Cap" Light venne eletto sceriffo, e Smith poté quindi instaurare un nuovo impero criminale, aprendo una sala da gioco e un saloon chiamati Orleans Club. Il saloon per un breve periodo espose un uomo pietrificato soprannominato "McGinty", che poteva essere osservato per 10 centesimi. Lungo la fila per acquistare i biglietti, gli uomini di Smith organizzavano giochi di carte e truffe con cui estorcevano soldi ai visitatori.
Nella città Smith portò una relativa tranquillità, allontanando i creatori di problemi pur proteggendo i propri alleati e amici. Arricchitosi ulteriormente, dispensava donazioni per i poveri, finanziò la costruzione della chiesa locale ed era solito pagare per i funerali delle prostitute locali. Il boom di Creede svanì in breve, e Smith fu invitato a tornare a Denver dagli stessi ufficiali corrotti che lo avevano protetto. L'onda riformista si spense ben presto, e Smith tornò in città, portandosi "McGinty". Smith aveva lasciato appena in tempo: un enorme incendio, il 5 giugno 1892 rase al suolo il centro di Creede, tra cui l'Orleans Club.

## Ritorno a Denver
Al ritorno a Denver, Smith installò numerose nuove attività commerciali, che fungevano da facciata per le sue operazioni illecite: tra queste, una in cui venivano attirati clienti con la promessa di biglietti ferroviari scontati dove però si organizzavano "occasionali" partite a carte truccate. Il potere di Smith arrivò al punto che lui stesso dichiarò alla stampa di essere un truffatore, e di non vederci niente di male in quel lavoro "più onorevole della vita del politico medio".
Il nuovo governatore del Colorado, Davis Hanson Waite, del Partito Populista, si imbarcò in una crociata di legalizzazione, licenziando tre ufficiali di Denver che riteneva inadatti al mandato. Questi rifiutarono, e ottennero il supporto degli altri impiegati dell'amministrazione pubblica, che si sentivano anch'essi a rischio. Il governatore mandò la milizia di stato per portarli fuori dal municipio, con due cannoni e una mitragliatrice Gatling. Smith si aggregò ai funzionari corrotti e ai poliziotti al municipio, dove ricevette la nomina di sceriffo. Insieme ad alcuni suoi uomini, si arrampicò sulla cima della torre del municipio con fucili e dinamite, per respingere gli attaccanti. La situazione infine si allentò, e le accuse di corruzione vennero risolte in tribunale invece che sul campo di battaglia: Smith fu uno dei testimoni principali al processo.
Waite ritirò la milizia, e rimandò la questione alla Corte Suprema del Colorado. La corte stabilì che il governatore aveva l'autorità per revocare i funzionari, ma il suo richiamo della milizia venne sanzionato. Waite fece chiudere tutte le bische, i saloon e i bordelli di Denver. Smith approfittò dei suoi nuovi poteri di sceriffo per svolgere finti arresti nelle sue case da gioco, così da sbarazzarsi di giocatori ormai impoveriti che avevano perso grandi cifre ai suoi tavoli da poker truccati. Le vittime dopo un po' venivano rilasciate dai poliziotti, e se ne andavano spaventate senza cercare di recuperare le proprie perdite.
Smith e suo fratello Bascomb divennero troppo conosciuti per essere protetti persino dalla polizia. La loro influenza a Denver andò svanendo, e finirono incriminati per tentato omicidio di un proprietario di saloon, aggredito per intimidazione. Bascomb finì in carcere, mentre Smith fuggì diventando un ricercato. Il controllo della città passò a Lou Blonger e Sam Blonger, nemici storici di Smith. Prima di andarsene, Smith riuscì quasi a truffare anche il presidente del Messico, Porfirio Díaz, convincendolo ad organizzare una legione straniera di bravacci americani. Smith offrì i propri servigi e quelli dei suoi uomini, divenendo noto come Colonnello Smith, ma l'accordo infine fallì.

## Skagway, Alaska, e la corsa all'oro del Klondike

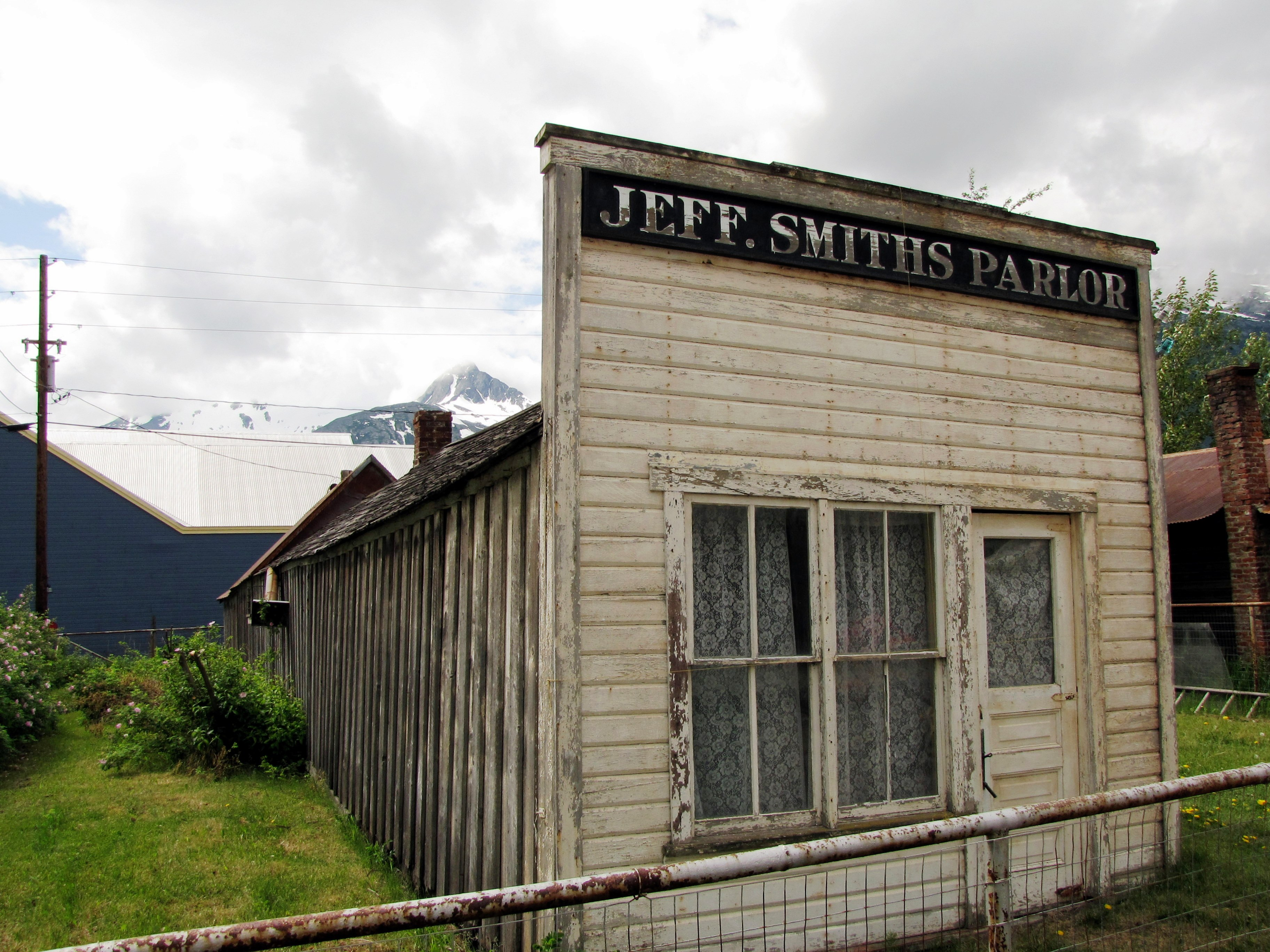
Il Jeff. Smiths Parlor

Con la corsa all'oro del 1897, Soapy si trasferì in Alaska, a Skagway (allora chiamata "Skaguay"), dove replicò le imprese di Denver e Creede. Mise subito sul proprio libro paga il rappresentante locale dell'United States Marshals Service e si costituì un giro di alleanze e amicizie.
Arrivò ad aprire un finto ufficio telegrafico, dove i cavi arrivavano solo fino al muro interno: l'ufficio non solo guadagnava facendo pagare l'invio di messaggi, ma organizzava anche partite clandestine di carte truccate. Il telegrafo raggiunse Skagway solo nel 1901. Smith aprì un saloon, il Jeff Smith's Parlor, nel marzo 1898, dove trasferì la sede dei propri affari. Skagway già possedeva una sede pubblica, ma il bar divenne noto come "il vero municipio". Skagway ottenne presto la reputazione di "inferno in terra" per via dei molti pericoli che minacciavano abitanti e viaggiatori.
Gli uomini di Smith coprirono tutti i ruoli chiave, divenendo giornalisti e preti per cercare di spingere i nuovi arrivati a spendere denaro nelle attività di Smith. I nuovi arrivati, spesso ingenui e impreparati, venivano indirizzati a compagnie di spedizione fasulle, hotel e sale da gioco finché, impoveriti, o finivano in miseria o venivano coinvolti nelle attività criminali. In alcuni casi, per uomini particolarmente duri o problematici, Smith arrivò a pagare di persona il ritorno alla civiltà. Un gruppo di vigilantes, il "Comitato dei 101", cercò di cacciare la banda di Smith dalla città: Smith stesso dichiarò di avere dalla sua una "Società della Legge e dell'Ordine", forte di 317 membri e costrinse allo scioglimento gli avversari.
Durante la guerra ispano-americana del 1898, Smith organizzò un corpo di spedizione volontario con l'approvazione del Dipartimento della Guerra statunitense: nota come la "Skagway Military Company", con Smith come capitano, ottenne il riconoscimento presidenziale del presidente William McKinley, cosa che permise a Smith di rinsaldare il suo potere sulla città.

## Morte

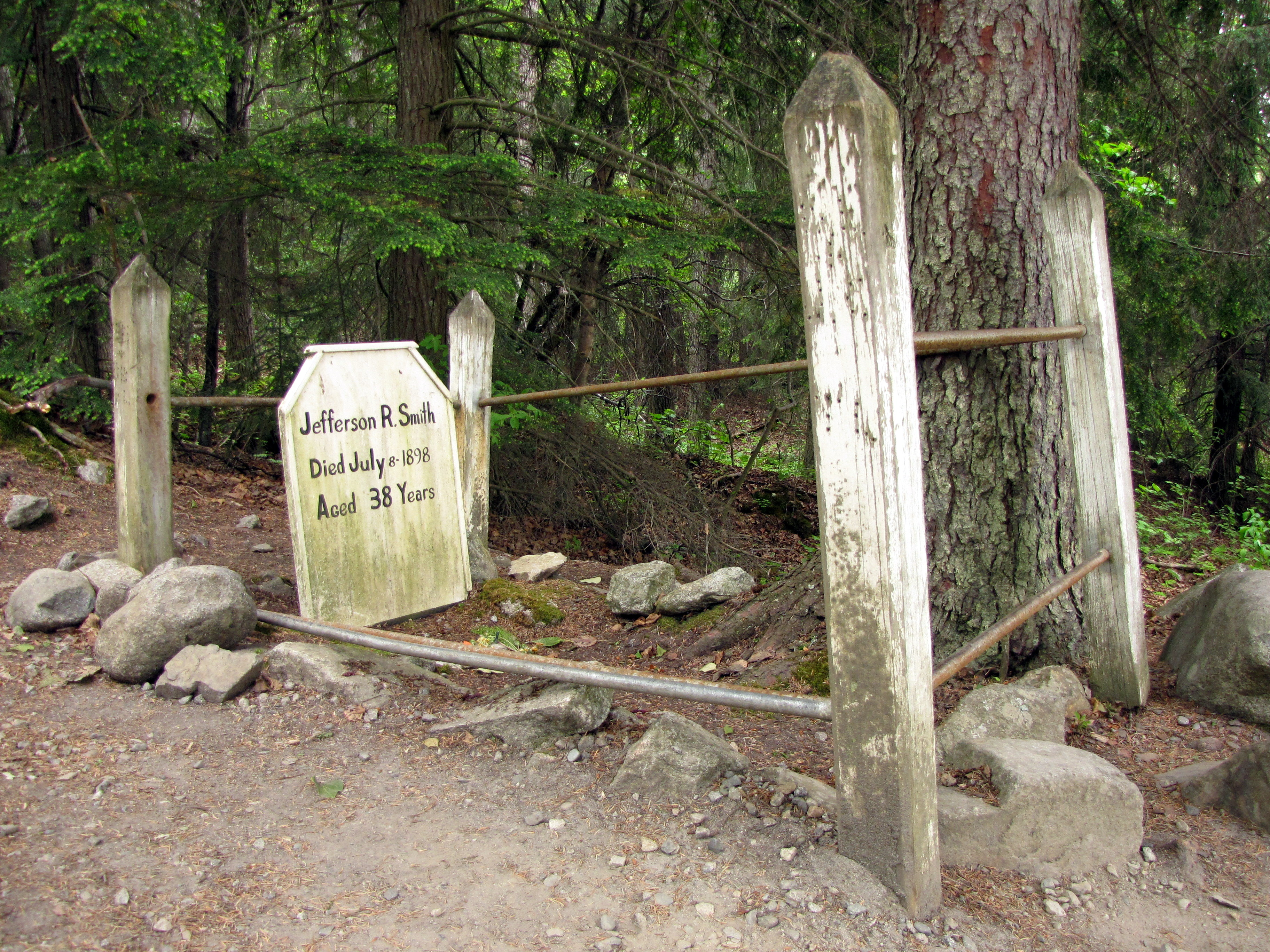
La tomba di Soapy Smith

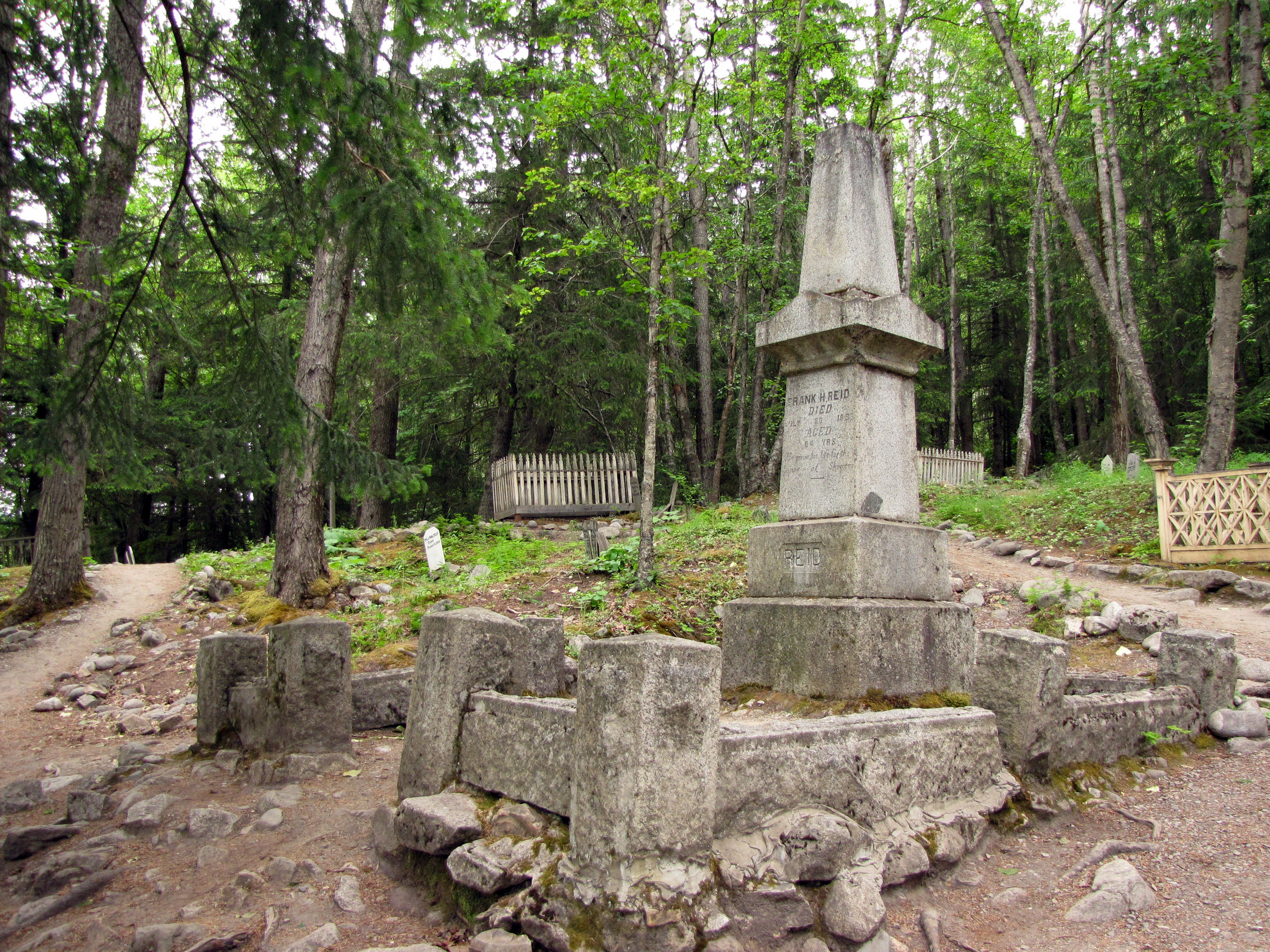
La tomba di Frank Reid

Il 7 luglio 1898 John Douglas Stewart, un minatore di ritorno dal Klondike, arrivò a Skagway con un sacco d'oro del valore di 2700 dollari, circa 71000 dollari al valore del 2009. Tre membri della banda di Smith convinsero l'uomo a partecipare ad una mano del gioco delle tre carte, e quando Stewart si preparò a pagare le proprie perdite, gli uomini di Smith presero il sacco e fuggirono di corsa. Il "Comitato dei 101" chiese a Smith di restituire l'oro, ma egli rifiutò dichiarando che era stato perso onestamente.
La sera dell'8 luglio, dei vigilanti organizzarono un incontro al molo della Juneau Company. Smith, con un Winchester sulla spalla, cominciò una lite con Frank Reid, una delle quattro guardie che gli impedivano l'accesso al molo. Seguì una sparatoria, dove entrambi gli uomini ricevettero ferite fatali.
Le ultime parole di Smith furono "Mio dio, non sparare!" J. M. Tanner, una delle guardie in servizio quella notte, scrisse in alcune lettere che il colpo mortale fu sparato da un'altra guardia. Smith morì sul posto, con un colpo al cuore. Fu ferito anche alla gamba sinistra e al gomito sinistro. Reid morì in ospedale, 12 giorni dopo, colpito alla gamba e all'inguine. La sua tomba riporta la scritta "Diede la vita per l'onore di Skagway". I tre complici di Smith, quelli che rubarono l'oro, ricevettero condanne al carcere. Soapy Smith venne seppellito all'esterno del cimitero.

## Commemorazioni e riferimenti
A partire dal 1974, ogni anno l'8 luglio vi sono delle veglie in memoria dell'onore di Smith, sia a Skagway che ad Hollywood e a Laverne (California). La tomba è diventata un monumento cittadino.
Soapy Smith compare nell'album a fumetti di Lucky Luke Il Klondike. Nella storia compaiono il saloon e il falso telegrafo di Smith, ma l'ambientazione è Dawson invece che Skagway.
Nella serie a fumetti di Zio Paperone e nella saga a lui dedicata, scritta e disegnata dall'americano Don Rosa, il personaggio di Soapy Slick è basato su Soapy Smith.
The Ballad of Soapy Smith è il titolo sia di una commedia di Michael Weller del 1983 che di una canzone di Al Oster.
Soapy Smith compare nel fumetto western Tex negli albi n°340 "Senza via di scampo" e n°341 "Terra violenta". In questa storia lo Smith veste i panni del capo della locale malavita, imponendo tangenti ai commercianti e commissionando omicidi.